# Torres Gemelas
Les Torres Gemelas sont un ensemble de gratte-ciel de 110 mètres de hauteur situé à Acapulco au Mexique. Ce sont les plus anciens gratte-ciel d'Acapulco.
Elles comptaient à leur inauguration en 1975 parmi les 10 plus hauts immeubles du Mexique.
Elles comprennent 625 appartements ou chambres d'hôtel.
L'ensemble est composé de deux tours identiques de 28 étages :
- Torre Gemela Norte
- Torre Gemela Sur

Elles ont été rénovées en 2002.